# Ansonia inthanon
Ansonia inthanon es una especie de anfibios de la familia Bufonidae.
Es endémica de Tailandia.
Su hábitat natural incluye bosques tropicales o subtropicales secos y a baja altitud y ríos.
Está amenazada de extinción por la pérdida de su hábitat natural.